# Ostrožno pri Ločah
Ostrožno pri Ločah este o localitate din comuna Slovenske Konjice, Slovenia, cu o populație de 20 de locuitori.